# Liste von Persönlichkeiten der Stadt Saint-Denis
Dies ist eine Liste von Persönlichkeiten der Stadt Saint-Denis. Die Liste erhebt keinen Anspruch auf Vollständigkeit.

## Söhne und Töchter der Stadt

### Bis 1950
- Michel Gaudin (1756–1841), Adeliger und Finanzminister Frankreichs unter Napoleon Bonaparte
- Charles Dezobry (1798–1871), Historiker und Archäologe
- Max Barascudts (1869–1927), deutscher Maler, Grafiker und Buchillustrator
- Jeanne Paquin (1869–1936), Modeschöpferin
- Victor-Oscar Guétin (1872–1916), Maler
- Albert Pauphilet (1884–1948), Romanist und Mediävist
- Maurice Aenis-Haenslin (1893–1968), Ingenieur, Betriebsleiter, Kommunist und Mitglied der Widerstandsgruppe Rote Kapelle
- Ernest Cadine (1893–1978), Gewichtheber, Olympiasieger
- Paul Éluard (Pseudonym für Eugène Grindel) (1895–1952), surrealistischer Dichter
- Maurice Ville (1901–1982), Radrennfahrer
- Hilaire Berthelin (1909–1986), Radrennfahrer
- Henri Decaë (1915–1987), Kameramann
- Camiel Dekuysscher (1916–1988), belgischer Radrennfahrer
- Anne Vernon (* 1924), Schauspielerin
- Pierre Michelot (1928–2005), Jazzmusiker
- Didier Daeninckx (* 1949), Kriminalschriftsteller

### Ab 1951
- Christian Rossi (* 1954), Comiczeichner
- Claude Barthélemy (* 1956), Gitarrist, Komponist, Arrangeur und Bigband-Leiter
- Didier Sénac (* 1958), ehemaliger Fußballspieler und heutiger Trainer
- Angelo Debarre (* 1962), Sinto, Gitarrist und Jazzmusiker
- Daniel Goldberg (* 1965), Politiker
- Fabrice Tiozzo (* 1969), ehemaliger Boxer
- Sandra Dimbour (* 1970), Badmintonspielerin
- Bernard Latchimy (* 1971), Handballspieler
- Rodrigue Nordin (* 1971), Sprinter
- Christelle Mol (* 1972), Badmintonspielerin
- Tabatha Cash (* 1973), ehemalige Pornodarstellerin
- Audrey Mestre-Ferreras (1974–2002), Apnoetaucherin
- Myriam Lamare (* 1975), Boxerin
- Moussa Koita (* 1982), französisch-senegalesischer Fußballspieler
- Paule Baudouin (* 1984), Handballspielerin
- Ali Mathlouthi (* 1987), französisch-tunesischer Fußballspieler
- Sabrina Ouazani (* 1988), Schauspielerin
- Marc Seylan (* 1992), Basketballspieler
- Jean-Christophe Bahebeck (* 1993), französischer Fußballspieler kamerunischer Abstammung
- Nakibou Aboubakari (* 1993), komorischer Fußballspieler
- Isaac Mbenza (* 1996), belgischer Fußballspieler
- Stanley Zeregbe (* 1997), American-Football-Spieler
- Soukeïna Sagna (* 1998), französisch-senegalesische Handballspielerin
- Elias Achouri (* 1999), tunesisch-französischer Fußballspieler
- Modibo Sagnan (* 1999), malisch-französischer Fußballspieler
- Koba LaD (* 2000), Rapper
- Mallory Leconte (* 2000), Sprinterin
- Jordy Makengo (* 2001), französisch-kongolesischer Fußballspieler
- Yoann Beaka (* 2003), Fußballspieler
- Moussa Cissé (* 2003), französisch-malischer Fußballspieler

## Personen, die mit Saint-Denis verbunden sind
- Fulrad (710–784), Abt von Saint-Denis
- Suger von Saint-Denis (1081–1151), französischer Abt und Staatsmann
- Nicolas Leblanc (1742–1806), Arzt, Chemiker und Fabrikant, beging im Saint-Deniser Armenhaus Suizid
- François Coignet (1814–1888), Bautechniker, gilt als Pionier des experimentellen Betonbaus, Unternehmer aus Saint-Denis
- Pierre Degeyter (1848–1932), belgisch-französischer Sozialist, später Kommunist, und Liedermacher, in Saint-Denis gestorben
- Jacques Doriot (1898–1945), Politiker, ehemaliger Bürgermeister von Saint-Denis
- Aloizy Ehrlich (1914–1992), Tischtennisspieler polnischer Abstammung, starb in Saint-Denis
- Yvonne Loriod (1924–2010), Pianistin, starb in Saint-Denis
- Olivier de Berranger (1938–2017), römisch-katholischer Bischof von Saint-Denis (1996–2009)
- Henri Weber (1944–2020), Politiker der Parti socialiste, von 1988 bis 1995 Stellvertretender Bürgermeister von Saint-Denis
- Mumia Abu-Jamal (* 1954), US-amerikanischer Journalist, Politaktivist, der 1982 in Philadelphia wegen Mordes an einem Polizisten sowie wegen illegalen Schusswaffenbesitzes zum Tode verurteilt wurde, seit 2006 Ehrenbürger von Saint-Denis